# Pentacosmia conferta
Pentacosmia conferta är en skalbaggsart som först beskrevs av Francis Polkinghorne Pascoe 1863.  Pentacosmia conferta ingår i släktet Pentacosmia och familjen långhorningar. Inga underarter finns listade i Catalogue of Life.